# قلندر أباد بالا
قلندر أباد بالا (بالفارسية: قلندرآباد بالا) هي قرية تقع في غلستان في إيران. يقدر عدد سكانها بـ 992 نسمة .